# Bulwar św. Matki Teresy z Kalkuty we Wrocławiu

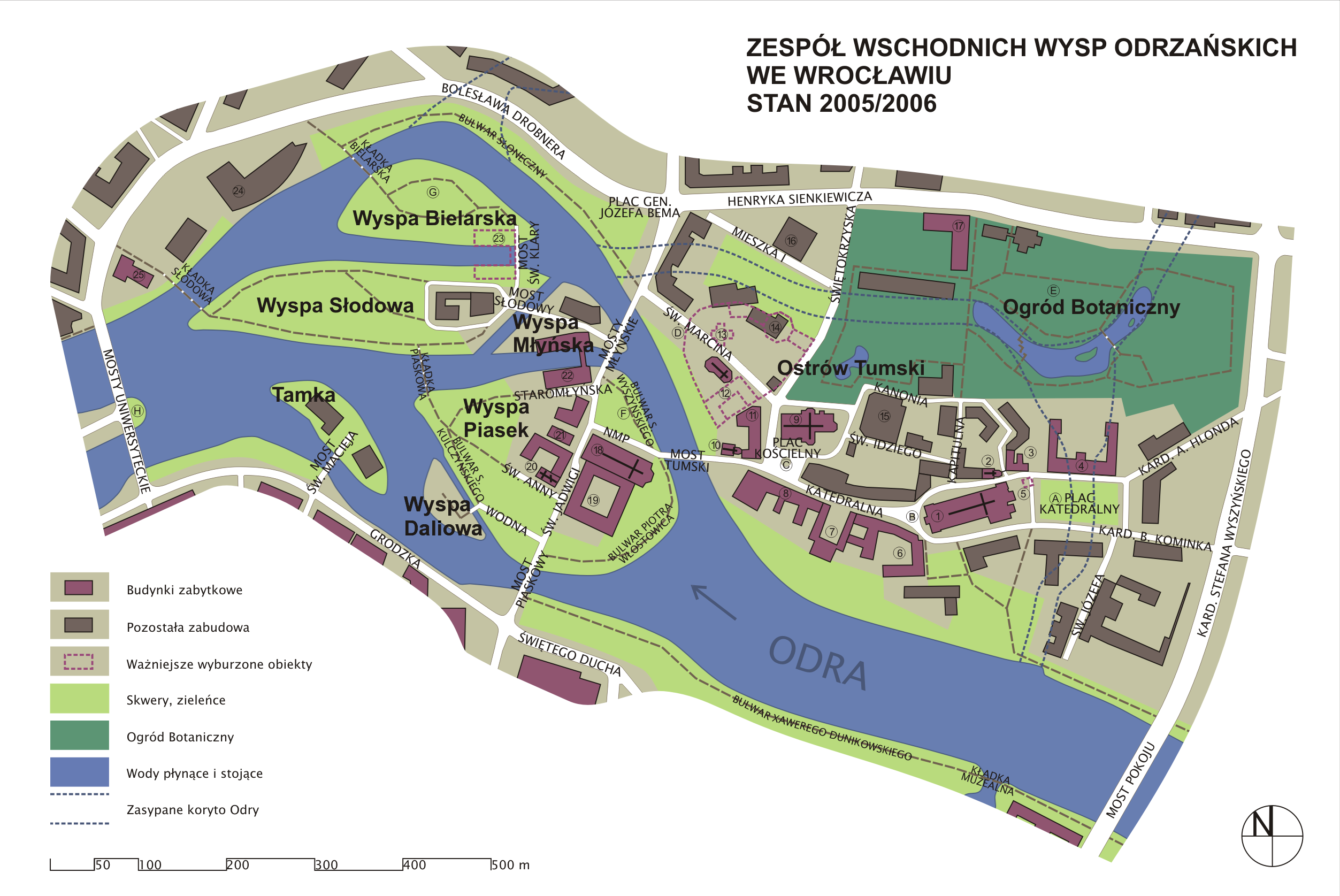
Śródmiejski Węzeł Wodny górny

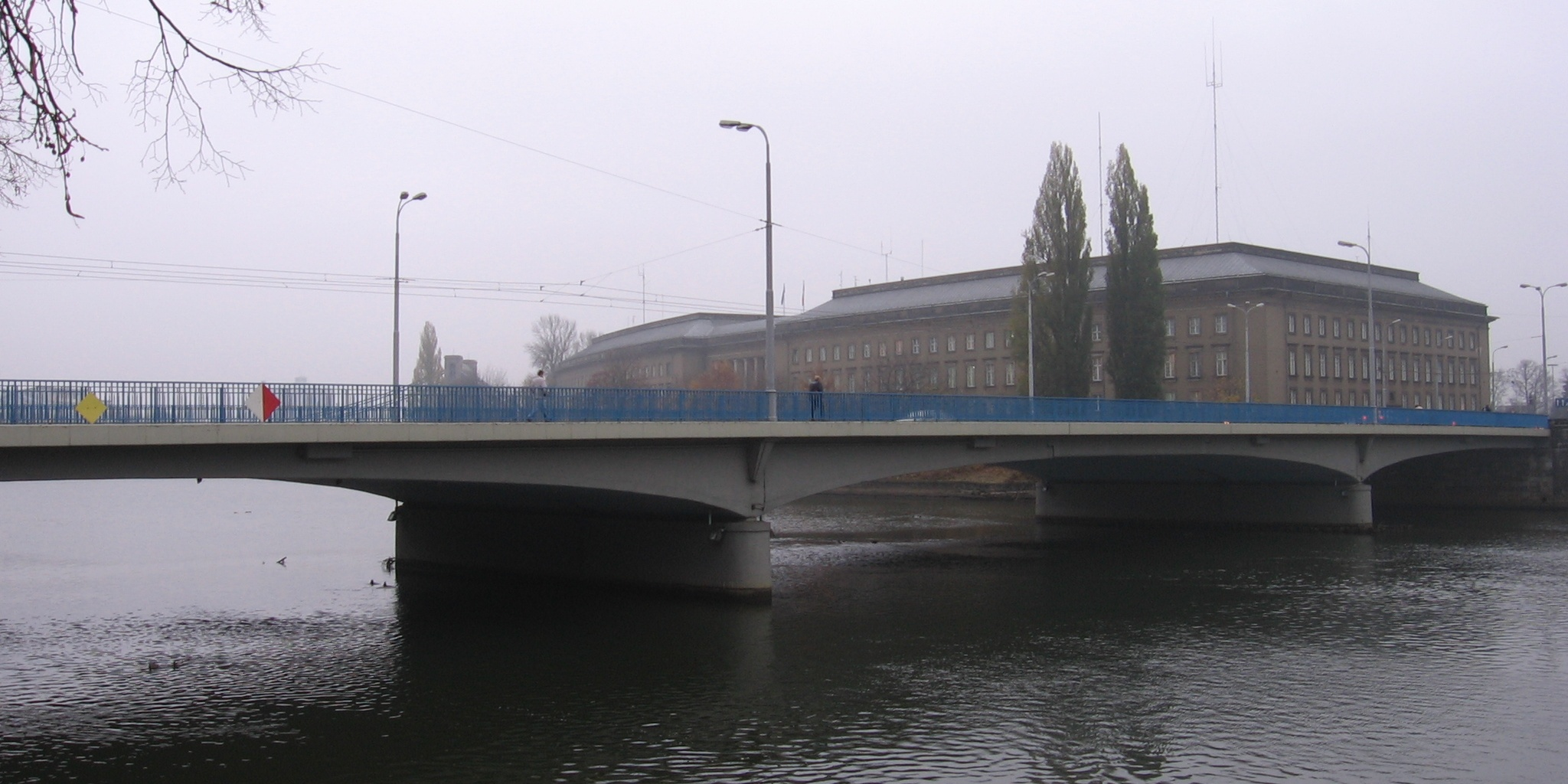
widok z bulwaru na Most Pokoju i budynek Dolnośląskiego Urzędu Wojewódzkiego

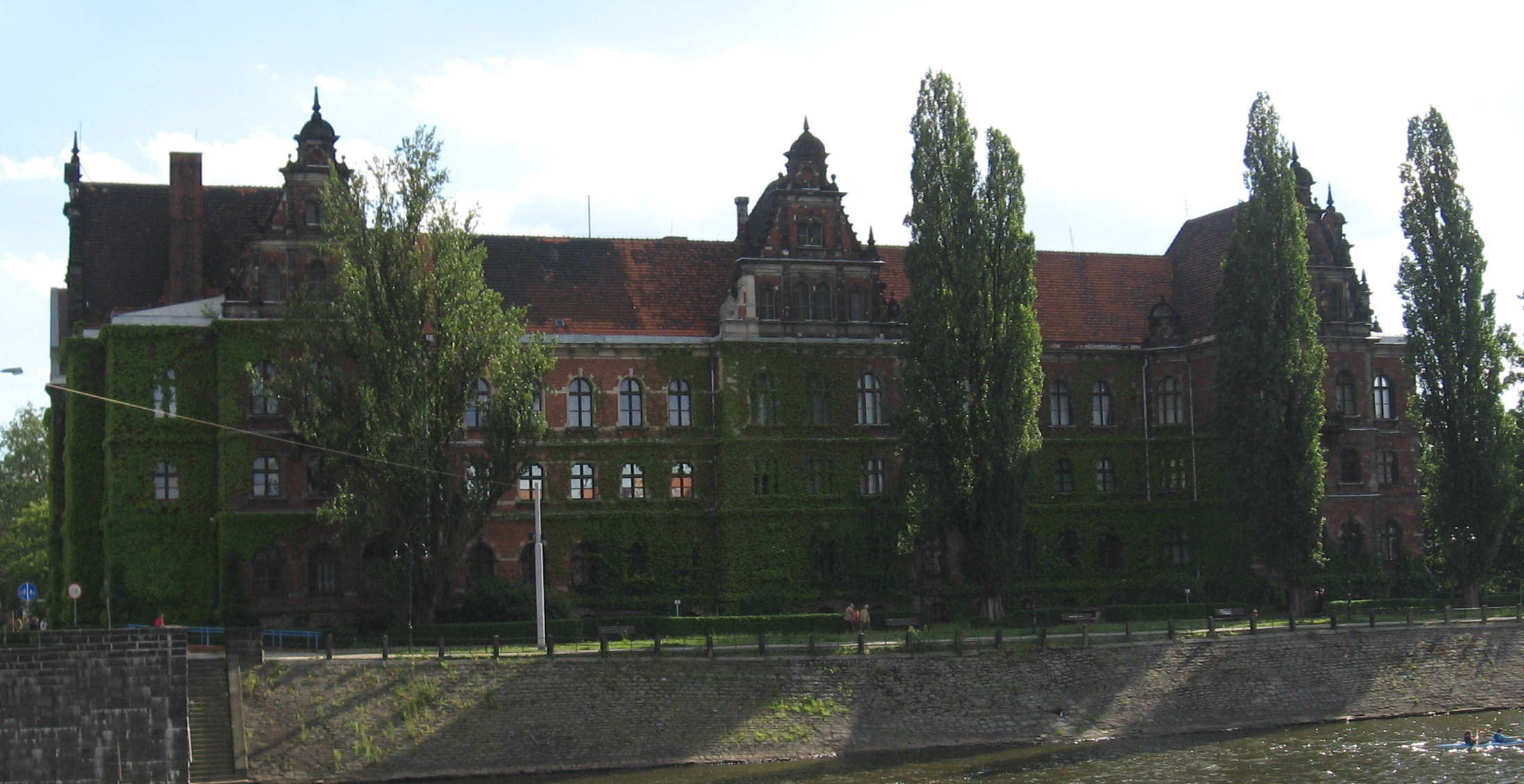
widok z bulwaru na budynek Muzeum Narodowego

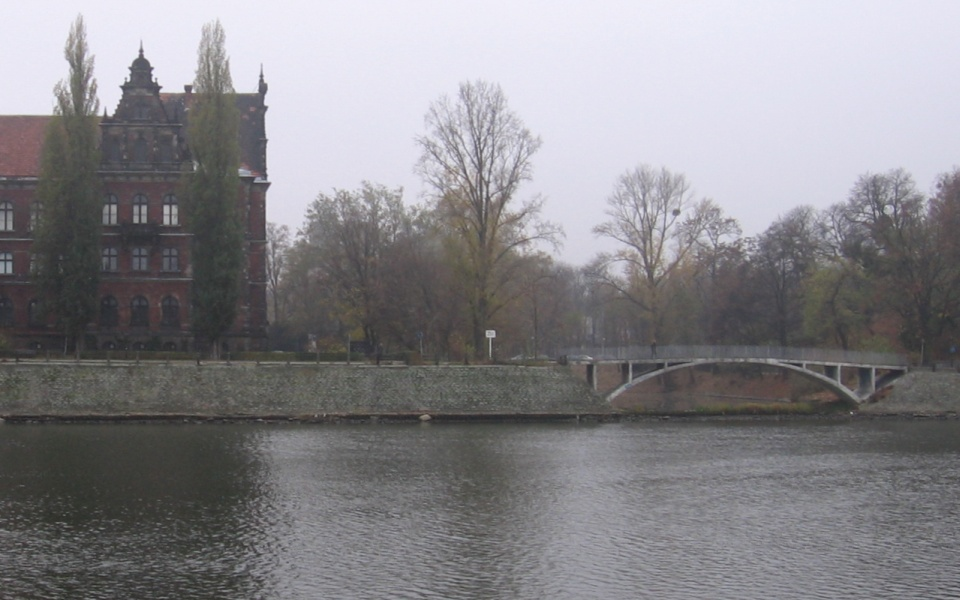
widok z bulwaru na Kładkę Muzealną i wejście do Zatoki Gondoli

Bulwar św. Matki Teresy z Kalkuty we Wrocławiu (poprzednio Bulwar Odrzański) – bulwar położony na północnym, prawym brzegu rzeki Odry, jej śródmiejskiego ramienia, od ulicy kard. Stefana Wyszyńskiego i Mostu Pokoju, do ulicy Świętego Józefa. Obecnie bulwar ma długość 95 m. Obowiązująca nazwa została nadana bulwarowi w 2018 r..
Poprzednio Bulwar Odrzański obejmował odcinek od Mostu Pokoju do placu Katedralnego, a obecny został skrócony i kończy się przy ulicy Świętego Józefa. Jest to bulwar spacerowo–widokowy, stanowiący piesze powiązanie mostu z placem Katedralnym i pozostałą częścią Ostrowa Tumskiego. Ze względu na zamknięte ogrody, pozostające pod administracją różnych instytucji (głównie związanych z Kościołem katolickim), sięgające brzegów Odry, bulwar ten nie ma bezpośredniego powiązania wzdłuż brzegu rzeki z kolejnymi bulwarami biegnącymi wzdłuż Odry Północnej (Bulwar Słoneczny, Bulwar Józefa Zwierzyckiego). Dojście do nich jest możliwe ulicami Ostrowa Tumskiego. Z bulwaru można podziwiać panoramę Mostu Pokoju oraz obiektów położonych po przeciwnej stronie koryta Odry: budynki urzędu wojewódzkiego i Muzeum Narodowego oraz Bulwaru Xawerego Dunikowskiego wraz ze Wzgórzem Polskim.
Bulwar położony jest przy nabrzeżu wykonanym jako:
- nabrzeże skarpowe umocnione brukiem kamiennym (na odcinku od przyczółka Mostu Pokoju do ulicy Świętego Józefa)
- ściana oporowa – murowana z cegły ceramicznej (od ulicy Świętego Józefa w dół rzeki).

| obiekt                                               | opis                 | fotografia |
| ---------------------------------------------------- | -------------------- | ---------- |
| Most Pokoju                                          | most                 |            |
| Ulica Kardynała Stefana Wyszyńskiego we Wrocławiu    | ulica                |            |
| Zgromadzenie Sióstr Świętej Elżbiety                 | budynek              |            |
| Ulica Świętego Józefa                                | ulica                |            |
| Zakład Opiekuńczo-Leczniczy obecnie poza bulwarem    | budynek              |            |
| Wzgórze nad Odrą obecnie poza bulwarem, zlikwidowane | skwer                |            |
| Konwikt biskupi (dawny) obecnie poza bulwarem        | obecnie nie istnieje |            |
| Plac Katedralny obecnie poza bulwarem                | plac                 |            |